# Limingo kyrka
Limingo kyrka är en kyrkobyggnad i den finländska kommunen Limingo i landskapet Norra Österbotten.

## Kyrkobyggnaden
Kyrkan byggdes i empirstil i trä år 1826 efter ritningar av arkitekter Anders Fredrik Granstedt och Anton Wilhelm Arppe. Som byggmästare verkade Heikki Kuorikoski. Limingo kyrka har en korsformad planform och rymmer cirka 850 personer.
En fristående klockstapel uppfördes 1733 av Gerls Norling. Nya kyrkklockor köptes in 1922.

## Inventarier
Kyrkans altartavla är målad av Oskar Nylander år 1849. Predikstolen är i barockstil och kommer ursprungligen från församlingens tidigare kyrka som revs 1825. Predikstolen gjordes 1727 av Johan Kynzell och har målningar utförda av Olof Eklund.